# Фолс (окръг, Тексас)
Окръг Фолс (на английски: Falls County) е окръг в щата Тексас, Съединени американски щати. Площта му е 2018 km², а населението - 18 576 души (2000). Административен център е град Марлин.